# Gamma Pictoris
Gamma Pictoris (γ Pic, γ Pictoris) é uma estrela na constelação de Pictor. Com uma magnitude aparente de 4,50, é a terceira estrela mais brilhante dessa constelação, podendo ser vista a olho nu em locais com pouca poluição luminosa. De acordo com sua paralaxe de 18,45 milissegundos de arco, está localizada a aproximadamente 177 anos-luz (54,2 parsecs) da Terra.
Gamma Pictoris é uma estrela gigante de classe K com um tipo espectral de K1 III e temperatura efetiva de 4 667 K, portanto possui coloração alaranjada. Com base em seu diâmetro angular, possui um raio calculado em 14 vezes o raio solar. Sua metalicidade (a abundância de elementos além de hidrogênio e hélio) é superior à solar, com uma abundância de ferro equivalente a 140% da solar. Não possui estrelas companheiras conhecidas.